# Extensivwiesen um Ruhpolding
Extensivwiesen um Ruhpolding este o arie protejată (arie specială de conservare — SAC, sit de importanță comunitară — SCI) din Germania întinsă pe o suprafață de 105,61 ha, integral pe uscat.

## Localizare
Centrul sitului Extensivwiesen um Ruhpolding este situat la coordonatele 47°45′29″N 12°37′38″E / 47.7581°N 12.6272°E.

## Înființare
Situl Extensivwiesen um Ruhpolding a fost declarat sit de importanță comunitară în noiembrie 2004 pentru a proteja un număr necunoscut de specii din flora spontană și fauna sălbatică aflate în arealul zonei. Situl a fost protejat și ca arie specială de conservare în aprilie 2016.

## Biodiversitate
Situată în ecoregiunea alpină, aria protejată conține 4 habitate naturale: Pajiști uscate seminaturale și facies de acoperire cu tufișuri pe substraturi calcaroase (Festuco-Brometalia) (* situri importante pentru orhidee), Fânețe de joasă altitudine (Alopecurus pratensis, Sanguisorba officinalis), Fânețe montane, Mlaștini alcaline.
La baza desemnării sitului se află un număr nedeclarat de specii protejate.